# 中蘇解決懸案大綱協定
中蘇解決懸案大綱協定十五條，簡稱中蘇協定，1924年5月31日中国政府代表顾维钧和苏联政府代表列夫·加拉罕在北京签訂。自簽字日起即生效力。附屬條約中最重要的「暫行管理中東鐵路協定」十一條同日訂立，自簽字日起即日發生效力。
但中蘇解決懸案大綱協定內容並沒有落實，此時事實上獨立的外蒙古於1924年11月24日建立蒙古人民共和國。另外，因為中東鐵路問題，張作霖的中華民國東三省自治政府不承認《中蘇解決懸案大綱協定》，蘇聯遂與張作霖訂立《奉俄協定》。1925年3月18日，因直系倒台，《奉俄協定》獲追認為附件。
1936年3月，苏联与蒙古人民共和国签订《苏蒙互助议定书》，实质上推翻了该协定。